# Germasógeia (periodiskt vattendrag)
Germasógeia är ett periodiskt vattendrag i Cypern.   Det ligger i distriktet Eparchía Lemesoú, i den södra delen av landet, 60 km söder om huvudstaden Nicosia. Germasógeia ligger på ön Cypern.